# Ander Cortés Antonio
Ander Felipe Elías Cortés Antonio (Bilbao, 25 de juliol de 1995), conegut simplement com a Ander Cortés o pel seu pseudònim andeR, és un periodista, influenciador, youtuber i locutor d'esports electrònics basc. Actualment és creador de contingut a Twitch i YouTube. Va començar a ser locutor d'esports electrònics, juntament amb el seu amic d'infància Ibai Llanos, per Lliga de Videojocs Professional (LVP) durant tres anys i mig.